# 1974 في ألمانيا
فيما يلي قوائم الأحداث التي وقعت خلال عام 1974 في ألمانيا.

## سياسة

### تعيين في المنصب
- 1 يناير – روديغر فون فيشمار مندوب ألمانيا الدائم لدى الأمم المتحدة ‏.
- 1 يناير – مارتن بانغيه مان الأمين العام للحزب الديمقراطي الحر ‏.
- 7 مايو – فالتر شيل مستشار ألمانيا،رئيس ألمانيا.
- 16 مايو – هانز ديتريش غينشر نائب المستشار،وزير الخارجية.
- 16 مايو – هلموت شميت مستشار ألمانيا.

### انتهاء فترة المنصب
- 1 يناير – فالتر شيل عضو في البوندستاغ الألماني،وزير الخارجية،مستشار ألمانيا، نائب المستشار.
- 7 مايو – فيلي براندت مستشار ألمانيا.
- 7 مايو – هانز ديتريش غينشر وزير الداخلية الاتحادي.
- 15 مايو – هلموت شميت وزير المالية الاتحادي.
- 20 مايو – روديغر فون فيشمار المتحدث باسم الحكومة الاتحادية الألمانية ‏.
- 30 يونيو – غوستاف هاينيمان رئيس ألمانيا.
- 31 أكتوبر – هانس فيلبينغر رئيس البوندسرات.

## رياضة
- 1 يناير – كأس العالم لكرة القدم 1974 الفائز منتخب ألمانيا لكرة القدم.
- 4 أغسطس – جائزة ألمانيا الكبرى 1974 الفائز كلاي ريجاتسوني.

## مواليد

### يناير
- 1 يناير – مايكه فيتسل
- 4 يناير – دانيلو هوندو درّاج طريق ألماني.
- 11 يناير – مايكل كولمان لاعب كرة مضرب ألماني.
- 11 يناير – ينز نوفوتني لاعب كرة قدم ألماني.
- 21 يناير – كيم دوت كوم
- 22 يناير – مايكل سنو محامي من ألمانيا.
- 22 يناير – يورغ بومه لاعب كرة قدم ألماني.

### فبراير
- 28 فبراير – ألكساندر تسيكلر لاعب كرة قدم ألماني.

### مارس
- 5 مارس – ينز يريميز لاعب كرة قدم ألماني.
- 8 مارس – كريستيان بول ممثلة ألمانية.
- 19 مارس – هانكا كبفرناجيل متسابقة دراجات ألمانية.
- 27 أكتوبر – مارسيلو كراكا لاعب كرة مضرب ألماني.
- 29 مارس – باستيان تروست ممثل ألماني.

### أبريل
- 1 أبريل – ساندرا فولكر سباحة ألمانية.
- 5 أبريل – مارتن مولر درّاج طريق ألماني.
- 25 أبريل – ساندرا بورجمان ممثلة ألمانية.

### مايو
- 23 مايو – مانويلا شفسيغ سياسية ألمانية.
- 24 مايو – ماغنوس مانسك
- 25 مايو – أوكا نيكولوف لاعب كرة قدم مقدوني.
- 28 مايو – هانس-يورغ بوت لاعب كرة قدم ألماني.

### يونيو
- 6 يونيو – دنيا حيالي
- 18 يونيو – سيغريد ألجيريا ممثلة تشيلية.
- 23 يونيو – سينان ساميل سام ملاكم تركي.

### يوليو
- 14 يوليو – مارتنا هيل ممثلة ألمانية.
- 19 يوليو – رامين جوادي ملحن ألماني.

### أغسطس
- 22 أغسطس – أنا فولدني لاعبة كرة مضرب مجرية.
- 28 أغسطس – كارستن يانكر لاعب كرة قدم ألماني.

### سبتمبر
- 10 سبتمبر – ابرو جوندوبي أوغلو ممثلة تركية.
- 21 سبتمبر – هينينج فريتز لاعب كرة يد ألماني.
- 25 سبتمبر – تيمو هوفمان ملاكم ألماني.

### أكتوبر
- 27 أكتوبر – مارسيلو كراكا لاعب كرة مضرب ألماني.

### نوفمبر
- 20 نوفمبر – فلوريان ديفيد فيتز
- 20 نوفمبر – ماتياس كيلر لاعب كرة قدم ألماني.
- 22 نوفمبر – ميكي بابل لاعبة كرة مضرب ألمانية.

### ديسمبر
- 4 ديسمبر – أنكه هوبر لاعبة كرة مضرب ألمانية.
- 28 ديسمبر – ماركوس فاينتسيرل

## وفيات

### فبراير
- 2 فبراير – ماري لويزه فلايسر (مواليد 1901) مؤلفة ألمانية.

### مارس
- 11 مارس – هانس مولر (مواليد 1898) سياسي ألماني.
- 26 مارس – ويرنير كوهلمير (مواليد 1924) لاعب كرة قدم ألماني.
- 31 مارس – كارل هوهمان (مواليد 1908) لاعب كرة قدم ألماني.

### أبريل
- 19 أبريل – بيير لورانس (مواليد 1944) ممثل ألماني.

### مايو
- 4 مايو – جيرهارد لامبريشت (مواليد 1897)
- 24 مايو – كونراد فراي (مواليد 1909) لاعب جمباز فني ألماني.

### يوليو
- 4 يوليو – ويلهلم باور (مواليد 1904) عالم اقتصاد ألماني.
- 29 يوليو – إريش كستنر (مواليد 1899) كاتب أدب أطفال ألماني.

### أغسطس
- 8 أغسطس – بالدور فون شيراخ (مواليد 1907)
- 15 أغسطس – أوتو براون (مواليد 1900) كاتب ألماني.

### أكتوبر
- 2 أكتوبر – إينا زايدل (مواليد 1885) كاتبة ألمانية.
- 5 أكتوبر – غوستاف ارنست روبرت شولز (مواليد 1911) فيزيائي ألماني.
- 10 أكتوبر – ماري لويز كاشنيتز (مواليد 1901) روائية ألمانية.
- 27 أكتوبر – رودولف داسلر (مواليد 1898)

### نوفمبر
- 16 نوفمبر – فالتر مايسنر (مواليد 1882) فيزيائي ألماني.
- 24 نوفمبر – يوهان فك (مواليد 1894)

### ديسمبر
- 14 ديسمبر – فريتز سيبان (مواليد 1907) لاعب كرة قدم ألماني.
- 14 ديسمبر – كورت هان (مواليد 1886) تربوي ألماني.